# Josef Hufnagel (Politiker)

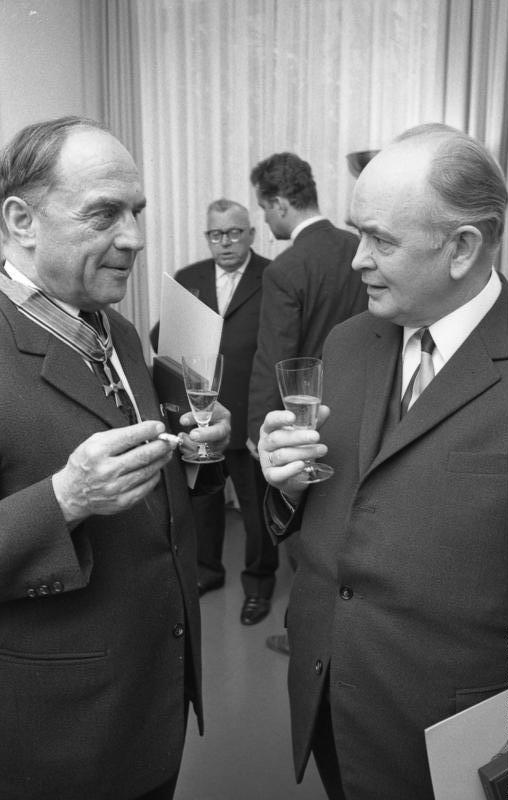
Josef Hufnagel (rechts) mit Heinrich Hamacher bei der Ordensverleihung 1965

Josef Hufnagel (* 13. Januar 1900 in Kreuztal; † 9. Februar 1982 in Münster) war ein deutscher Politiker der SPD. Er gehörte von 1953 bis 1969 dem Deutschen Bundestag an.

## Leben und Beruf
Hufnagel, der römisch-katholischen Glaubens war, absolvierte nach der Volksschule eine Schuhmacherausbildung, die durch seinen Einsatz im Ersten Weltkrieg unterbrochen wurde. Nach dem Krieg schloss er sich der Gewerkschaftsbewegung an. Er war ab 1919 Vorsitzender einer Ortsgruppe der Freien Gewerkschaft und besuchte Fortbildungsschulen des Deutschen Gewerkschaftsbundes. Im Zweiten Weltkrieg war er erneut Soldat. Hufnagel gehörte dem Kuratorium Unteilbares Deutschland an, das er 1960 verließ, da dieses dem Publizisten William S. Schlamm eine Bühne geboten habe, seine „Kriegs- und Haßtiraden an den Mann zu bringen“.
Hufnagel war verheiratet und hatte drei Kinder.

## Partei
Hufnagel war seit 1931 SPD-Mitglied. Nach dem Zweiten Weltkrieg beteiligte er sich am Wiederaufbau der Partei in Münster. Er war ab 1946 Parteisekretär und wurde zum Vorsitzenden des SPD-Unterbezirks Münster gewählt.

## Abgeordneter
Von 1946 bis 1969 war Hufnagel Mitglied der Stadtvertretung in Münster (Westfalen).
Von 1953 bis 1969 war er Mitglied des Deutschen Bundestages. Er wurde stets über die Landesliste der SPD Nordrhein-Westfalen ins Parlament gewählt.

## Öffentliche Ämter
Von 1952 bis 1969 war Hufnagel Bürgermeister der Stadt Münster.

## Ehrungen und Auszeichnungen
Hufnagel erhielt 1965 das Große Verdienstkreuz des Verdienstordens der Bundesrepublik Deutschland.